# Nandinho
Fernando Manuel de Jesus Santos, dit Nandinho, est un footballeur portugais reconverti entraîneur, né le 17 mars 1973 à Porto. Il est l’actuel entraîneur d’Al-Muharraq au Bahrein.

## Biographie
Nandinho joue principalement en faveur du SC Salgueiros, du Vitoria Guimarães et du Gil Vicente.
Au total, il dispute 257 matchs en 1re division portugaise et inscrit 40 buts dans ce championnat.
Il reçoit par ailleurs 3 sélections en équipe du Portugal des moins de 21 ans.

## Carrière
- 1994-1995 :  SC Castêlo da Maia
- 1995-1998 :  SC Salgueiros
- 1998 -janv.1999 :  Benfica Lisbonne
- Janv.1999 -1999 :  Futebol Clube de Alverca
- 1999-2002 :  Vitoria Guimarães
- 2002- janv. 2007 :  Gil Vicente FC
- Janv. 2007-2007 :  Leixões SC [1]

## Palmarès
- Champion du Portugal de D2 en 2007 avec le Leixões SC

## Palmarès d’entraîneur
Al-Muharraq Club
- Championnat de Bahreïn de football (1) : 2025

## Statistiques
- 257 matchs et 40 buts en 1re division portugaise
- 18 matchs et 0 but en 2e division portugaise